# 史前生物
史前生物是指許多生活於地球上的生物體，年代範圍大約是從38億年前到大約公元前3500年人類開始保留文字紀錄以前。在這段演化期間，許多新型態的生命誕生；許多如恐龍般的生物則滅絕。
史前生物的型態包括了海洋中類似細菌的細胞生物，到藻類與原生生物，以及較為複雜的真核多細胞生物，如真菌、植物、軟體動物、节肢动物與脊椎動物等。以地質時代的尺度而言，人類出現的時間則相當晚近，早期人類大約形成於4百萬年前。
有少數的史前生物至今依然存在於地球上，例如腔棘魚一類被稱作活化石的生物。不過大多數曾經出現的生物，有99%已經滅絕，只留下遺骸、腳印或其他化石。

## 外部連結
- PREHISTORICS ILLUSTRATED .com